# Jete
Jete egy község Spanyolországban, Granada tartományban. Jete Almuñécar, Otívar, Lentegí, Los Guájares és Ítrabo községekkel határos. Lakosainak száma 995 fő (2024).

## Népesség
A település népessége az elmúlt években az alábbi módon változott:
| Lakosok száma | 749  | 768  | 820  | 892  | 888  | 929  | 904  | 919  | 985  | 995  |
|               | 2001 | 2004 | 2006 | 2009 | 2011 | 2014 | 2016 | 2019 | 2021 | 2024 |